# Saporaea femoralis
Saporaea femoralis é uma espécie de cerambicídeos da tribo Achrysonini, com distribuição restrita à Austrália.